# Elena-Gabriela Ruse
Elena-Gabriela Ruse (Bukarest, 1997. november 6. –) román teniszezőnő.
2012 óta szerepel nemzetközi tornákon. A juniorok között két egyéni és nyolc páros tornagyőzelmet aratott. A 2014-es wimbledoni teniszbajnokság lány egyéni versenyén az elődöntőig jutott.
2015-ben debütált a WTA-versenyeken, amelyeken egy egyéni tornagyőzelmet szerzett, emellett egy páros WTA125K tornát nyert meg. Az ITF-tornákon hat egyéni és 11 páros tornagyőzelmet mondhat magáénak. Legjobb helyezése egyéniben az 51. hely, amelyet 2022. május 23-án ért el, párosban a 32. helyen 2023. május 8-án állt.
A Grand Slam-tornákon a legjobb eredményét egyéniben a 2024-es US Openen érte el, amikor a kvalifikációból indulva a főtáblán a 3. körig jutott. Párosban elődöntőt játszott a 2023-as Australian Openen és a 2024-es Roland Garroson.
2020 óta Románia Billie Jean King-kupa csapatának tagja.

## Karrierjének mérföldkövei

### 2016
Miután leérettségizett, Essenben egy 50 000 dolláros ITF-tornán Aljakszandra Szasznovics legyőzésével az első győzelmét aratta egy top 100-as játékos felett .

### 2018
Wimbledonban egyesben feljutott a főtáblára.

### 2019
Élete első WTA-döntőjét játszotta a BRD Bucharest Openen, párosban.

### 2021
Első WTA-győzelmét aratta a hamburgi European Openen.
A US Openen párosban negyeddöntőt játszott.

### 2022
A világranglista 5. helyén álló spanyol Paula Badosa ellen első győzelmét aratta egy top 10-es játékos felett a Dubajban rendezett WTA500-as tornán.

### 2023
Az Australian Openen párosban elődöntőt játszott.

### 2024
Ugyancsak elődöntőt játszott párosban a Roland Garroson.
A US Openen életében először jutott be egyesben egy Grand Slam-torna harmadik fordulójába.

### 2025
Döntőbe jutott a WTA250 kategóriájú Libema Open tornán a hollandiai Rosmalenben.

## Fordítás
Ez a szócikk részben vagy egészben  az   Elena-Gabriela Ruse című angol Wikipédia-szócikk ezen változatának fordításán alapul.  Az eredeti cikk szerkesztőit annak laptörténete sorolja fel. Ez a jelzés csupán a megfogalmazás eredetét és a szerzői jogokat jelzi, nem szolgál a cikkben szereplő információk forrásmegjelöléseként.